# Typhonium hirsutum
Typhonium hirsutum là một loài thực vật có hoa trong họ Ráy (Araceae). Loài này được (S.Y.Hu) J.Murata & Mayo miêu tả khoa học đầu tiên năm 1991.